# Nudibranchia
Nudibranchia of zeenaaktslakken vormen een orde van in zee levende slakken (Gastropoda). Anders dan de huisjesslakken bezitten ze geen schelp. Niet alle in zee levende naaktslakken behoren echter tot de Nudibranchia.

## Kenmerken
Zeenaaktslakken komen in allerlei kleuren en vormen voor, waarbij zowel de kleur als de vorm een waarschuwingsfunctie of een camouflagefunctie heeft. De lichaamsgrootte kan variëren tussen enkele centimeters tot exemplaren die meer dan 1.5 kg kunnen wegen. Zeenaaktslakken stammen af van voorouders met een schelp. In hun huid zijn vaak kalknaalden ingebed. Het lichaam bestaat uit een ingewandszak, een mantel en een (soms langgerekte) voet. Op de kop bevinden zich twee paar tentakels. Met een van de paar tentakels, rinoforen genoemd, kunnen zij geurdeeltjes chemisch analyseren. De rinoforen hebben vaak een prominente wormachtige vorm, en kunnen allerlei kleine uitsteeksels of lamellen dragen. Zij kunnen bij gevaar ook worden teruggetrokken. Aan de achterzijde bevinden zich een soort huidplooien, of kieuwen (pseudobranchia). Soms hebben deze de vorm van vingervormige uitwassen rond de anus. Op de flanken van sommige soorten treft men ten slotte trossen van tentakels aan met een defensieve functie, die cerata worden genoemd. De afscheiding van hun huidklieren kan soms een branderig gevoel of blaren op de huid van vijanden veroorzaken. Zeenaaktslakken zijn meestal carnivoor en voeden zich met andere zeedieren.

## Taxonomie
De volgende taxa zijn bij de orde ingedeeld:
- Onderorde Cladobranchia
  - Superfamilie Aeolidioidea Gray, 1827
    - Familie Aeolidiidae Gray, 1827
    - Familie Babakinidae Roller, 1973
    - Familie Facelinidae Bergh, 1889
    - Familie Glaucidae Gray, 1827
    - Familie Piseinotecidae Edmunds, 1970
    - Familie Pleurolidiidae Burn, 1966
    - Familie Unidentiidae Millen & Hermosillo, 2012

  - Superfamilie Arminoidea Iredale & O'Donoghue, 1923 (1841)
    - Familie Arminidae Iredale & O'Donoghue, 1923 (1841)
    - Familie Doridomorphidae Er. Marcus & Ev. Marcus, 1960 (1908)

  - Superfamilie Dendronotoidea Allman, 1845
    - Familie Dendronotidae Allman, 1845
    - Familie Dotidae Gray, 1853
    - Familie Hancockiidae MacFarland, 1923
    - Familie Lomanotidae Bergh, 1890
    - Familie Scyllaeidae Alder & Hancock, 1855
    - Familie Tethydidae Rafinesque, 1815

  - Superfamilie Doridoxoidea Bergh, 1899
    - Familie Doridoxidae Bergh, 1899

  - Superfamilie Fionoidea Gray, 1857
    - Familie Abronicidae Korshunova, Martynov, Bakken, Evertsen, Fletcher, Mudianta, Saito, Lundin, Schrödl & Picton, 2017
    - Familie Calmidae Iredale & O'Donoghue, 1923
    - Familie Cuthonellidae Miller, 1971
    - Familie Cuthonidae Odhner, 1934
    - Familie Eubranchidae Odhner, 1934
    - Familie Fionidae Gray, 1857
    - Familie Murmaniidae Korshunova, Martynov, Bakken, Evertsen, Fletcher, Mudianta, Saito, Lundin, Schrödl & Picton, 2017
    - Familie Tergipedidae Bergh, 1889
    - Familie Trinchesiidae F. Nordsieck, 1972

  - Superfamilie Flabellinoidea Bergh, 1889
    - Familie Apataidae Korshunova, Martynov, Bakken, Evertsen, Fletcher, Mudianta, Saito, Lundin, Schrödl & Picton, 2017
    - Familie Coryphellidae Bergh, 1889
    - Familie Cumanotidae Odhner, 1907
    - Familie Flabellinidae Bergh, 1889
    - Familie Flabellinopsidae Korshunova, Martynov, Bakken, Evertsen, Fletcher, Mudianta, Saito, Lundin, Schrödl & Picton, 2017
    - Familie Notaeolidiidae Eliot, 1910
    - Familie Paracoryphellidae M. C. Miller, 1971
    - Familie Samlidae Korshunova, Martynov, Bakken, Evertsen, Fletcher, Mudianta, Saito, Lundin, Schrödl & Picton, 2017

  - Superfamilie Proctonotoidea Gray, 1853
    - Familie Curnonidae d'Udekem d'Acoz, 2017
    - Familie Dironidae Eliot, 1910
    - Familie Janolidae Pruvot-Fol, 1933
    - Familie Lemindidae Griffiths, 1985
    - Familie Proctonotidae Gray, 1853

  - Superfamilie Tritonioidea Lamarck, 1809
    - Familie Tritoniidae Lamarck, 1809

  - Taxa niet ingedeeld bij een superfamilie
    - Familie Bornellidae Bergh, 1874
    - Familie Embletoniidae Pruvot-Fol, 1954
    - Familie Goniaeolididae Odhner, 1907
    - Familie Heroidae Gray, 1857
    - Familie Madrellidae Preston, 1911
    - Familie Phylliroidae Menke, 1830
    - Familie Pinufiidae Er. Marcus & Ev. Marcus, 1960
    - Familie Pseudovermidae Thiele, 1931
    - Geslacht Trivettea Bertsch, 2014
- Onderorde Doridina
  - Infraorde Bathydoridoidei
    - Superfamilie Bathydoridoidea Bergh, 1891
      - Familie Bathydorididae Bergh, 1891

  - Infraorde Doridoidei
    - Superfamilie Doridoidea Rafinesque, 1815
      - Familie Actinocyclidae O'Donoghue, 1929
      - Familie Cadlinidae Bergh, 1891
      - Familie Chromodorididae Bergh, 1891
      - Familie Discodorididae Bergh, 1891
      - Familie Dorididae Rafinesque, 1815
      - Onderfamilie Miamirinae Bergh, 1891

    - Superfamilie Onchidoridoidea Gray, 1827
      - = Onchidoridacea
      - Familie Akiodorididae Millen & Martynov, 2005
      - Familie Calycidorididae Roginskaya, 1972
      - Familie Corambidae Bergh, 1871
      - Familie Goniodorididae H. Adams & A. Adams, 1854
        - = Okeniidae Iredale & O'Donoghue, 1923

      - Familie Onchidorididae Gray, 1827
        - = Ancylodorididae Thiele, 1926
        - = Lamellidorididae Pruvot-Fol, 1933

    - Superfamilie Phyllidioidea Rafinesque, 1814
      - = Porodoridacea Odhner, 1968
      - = Porostomata Bergh, 1876
      - Familie Dendrodorididae O'Donoghue, 1924 (1864)
        - = Cariopsillidae Ortea & Espinosa, 2006
        - = Doridopsidae Alder & Hancock, 1864

      - Familie Mandeliidae Valdés & Gosliner, 1999
      - Familie Phyllidiidae Rafinesque, 1814
        - = Fryeriidae Baranetz & Minichev, 1994

    - Superfamilie Polyceroidea Alder & Hancock, 1845
      - Familie Aegiridae P. Fischer, 1883
        - = Aegiretidae P. Fischer, 1883
        - = Notodorididae Eliot, 1910

      - Familie Hexabranchidae Bergh, 1891
      - Familie Okadaiidae Baba, 1930
        - = Vayssiereidae Thiele, 1931

      - Familie Polyceridae Alder & Hancock, 1845
        - = Polyceratidae Alder & Hancock, 1845 accepted as Polyceridae Alder & Hancock, 1845

## Afbeeldingen

Nudibranchia
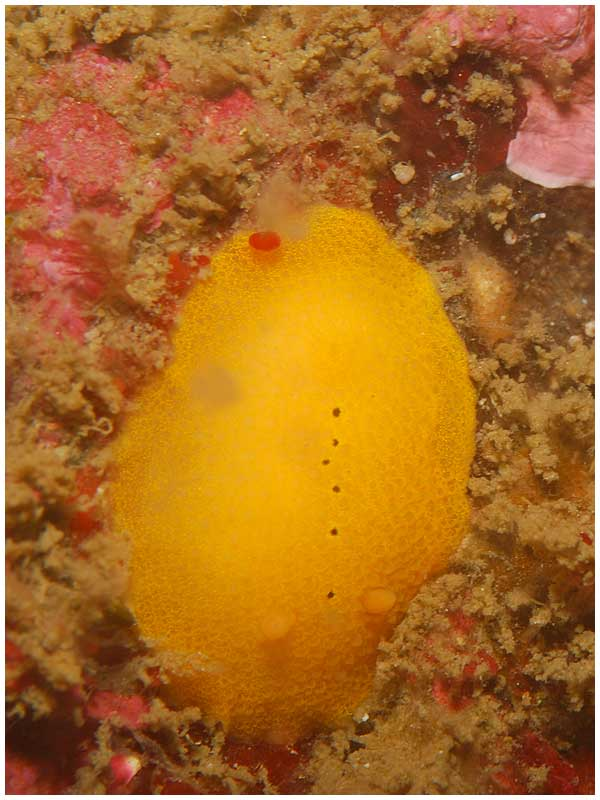
Aldisa cooperi
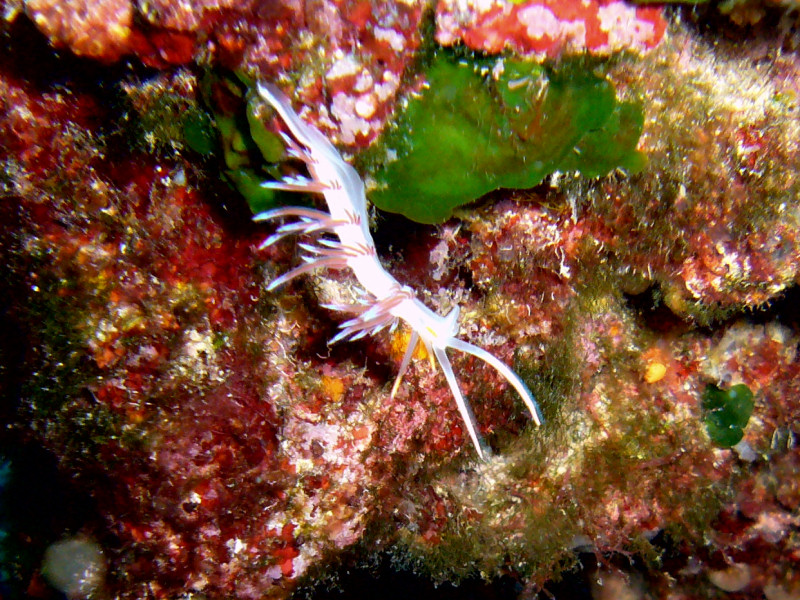
Cratena peregrina
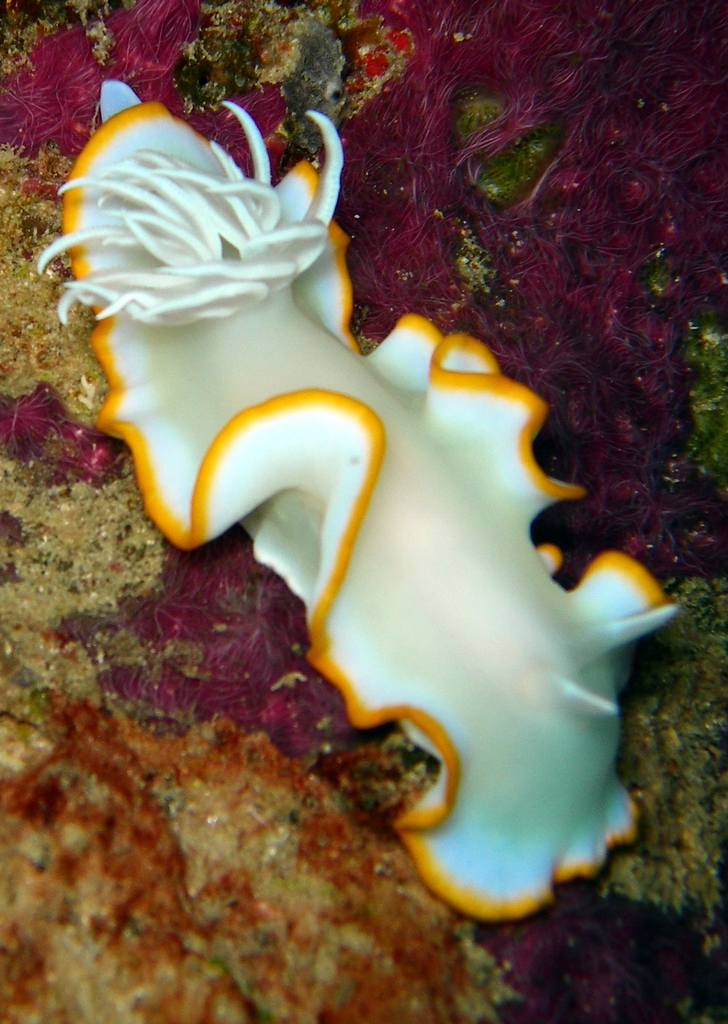
Ardeadoris egretta
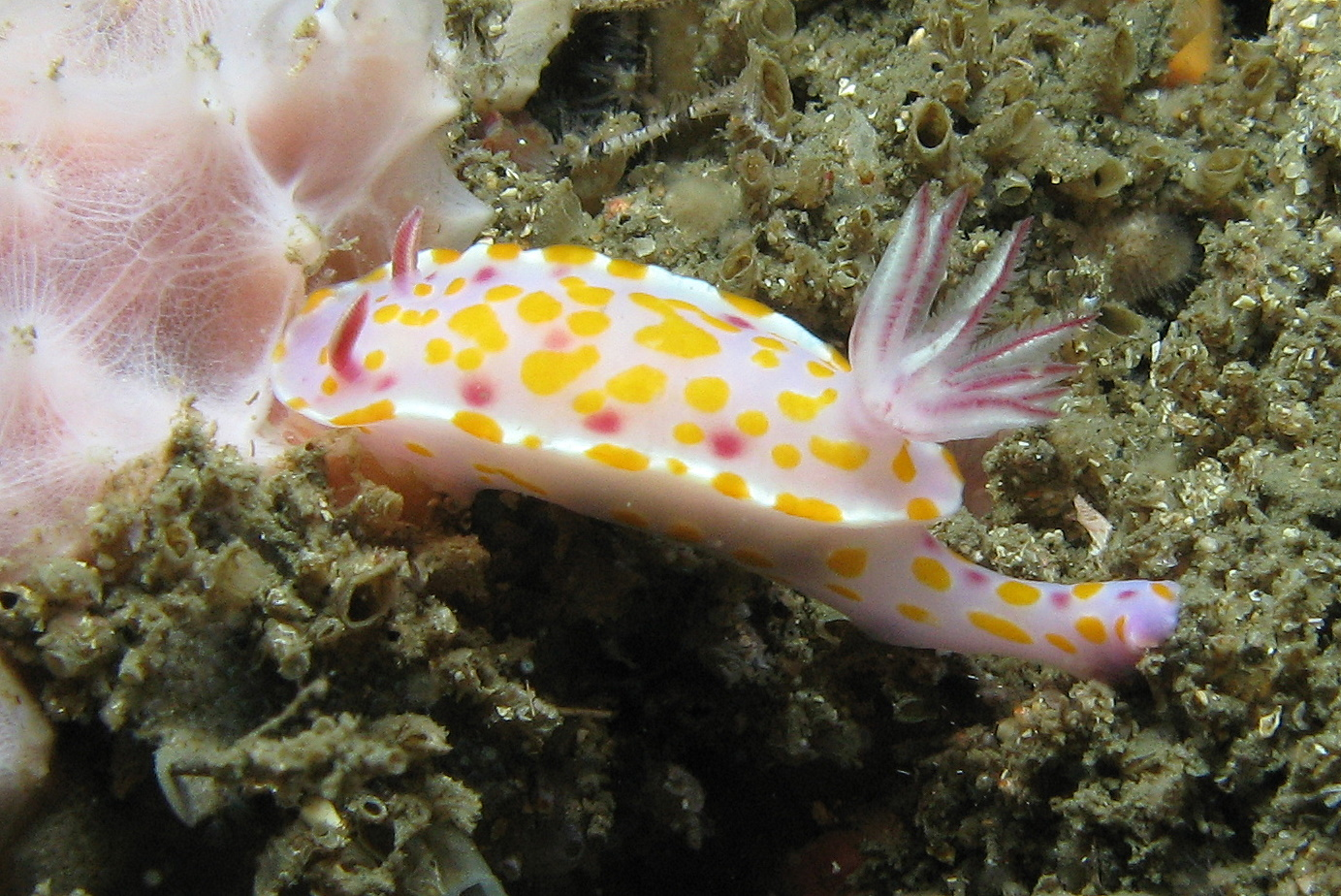
Ceratosoma amoena
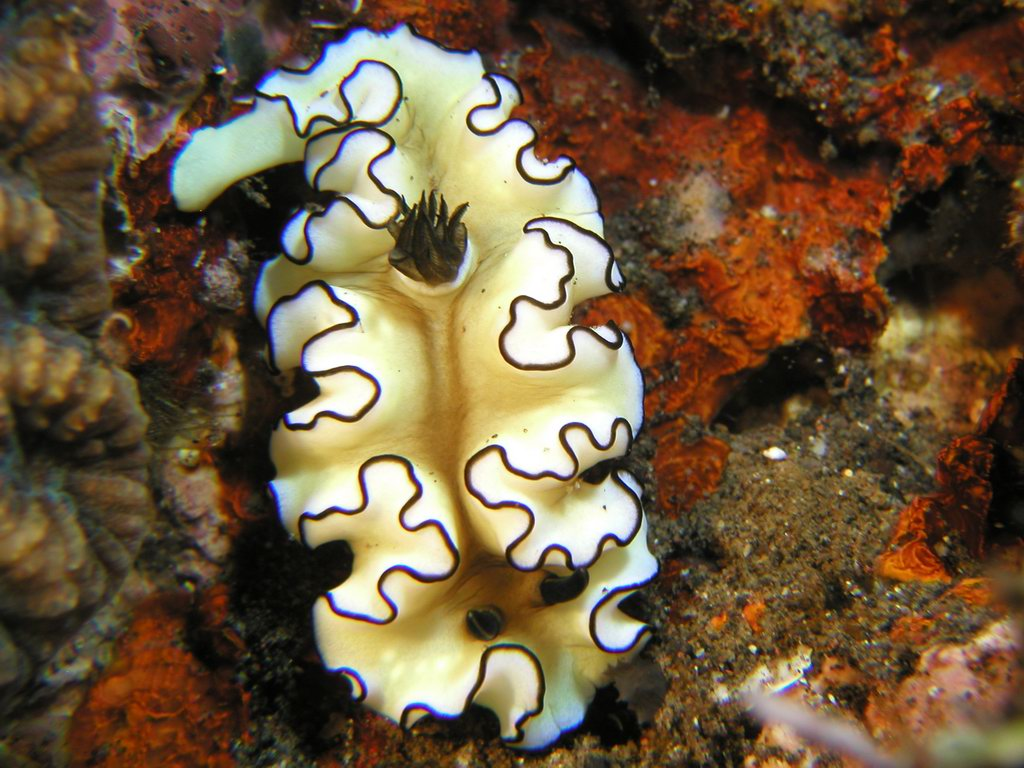
Glossodoris atromarginata
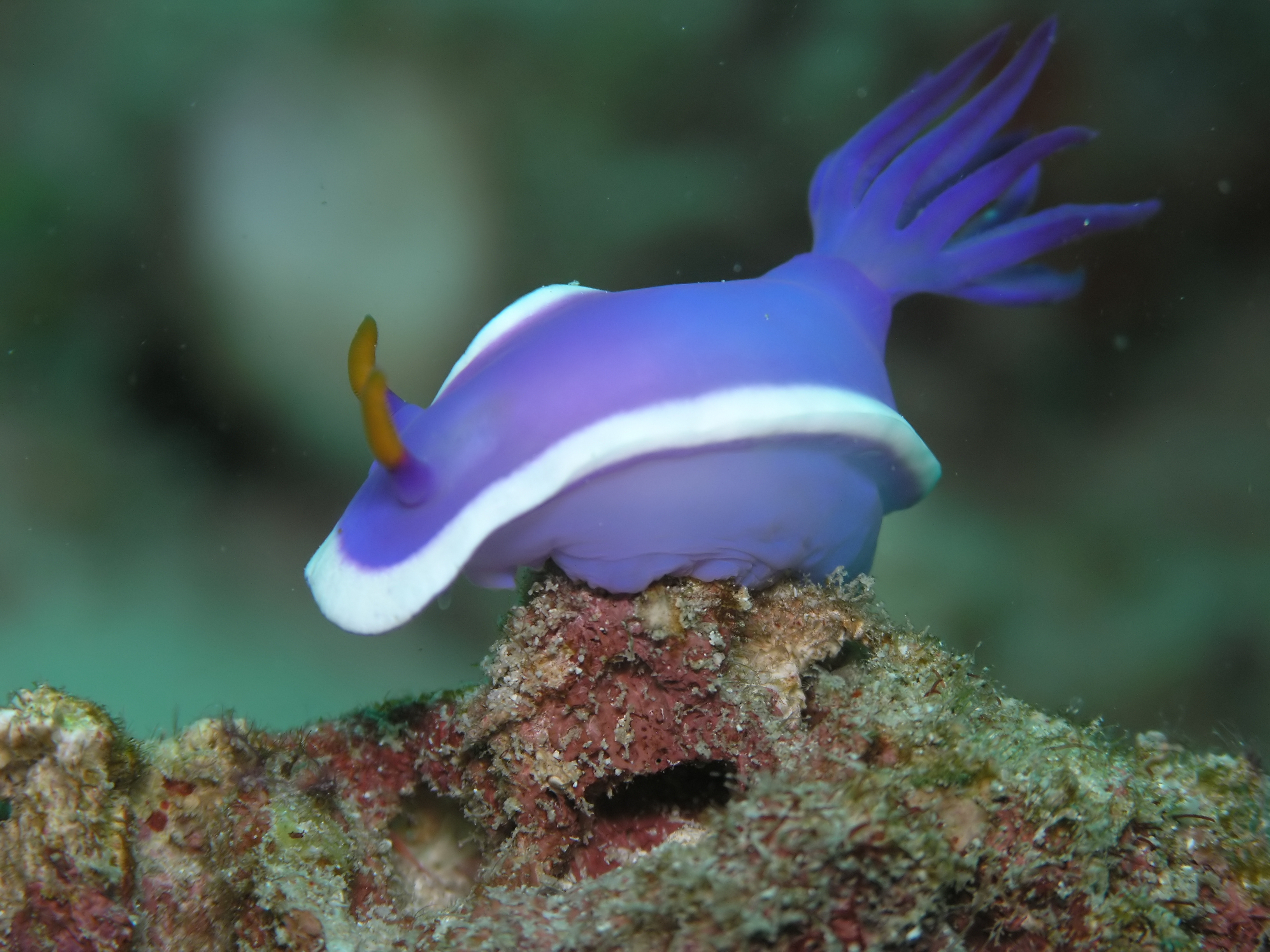
Hypselodoris bullocki
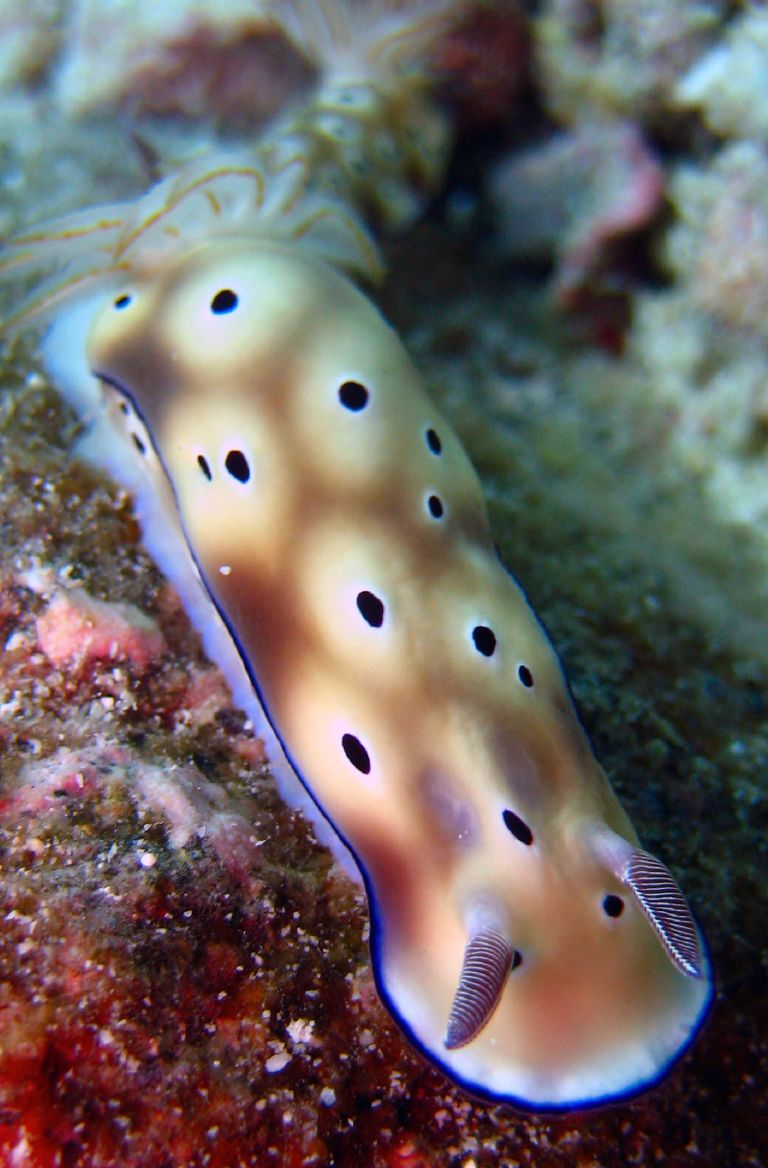
Risbecia tryoni
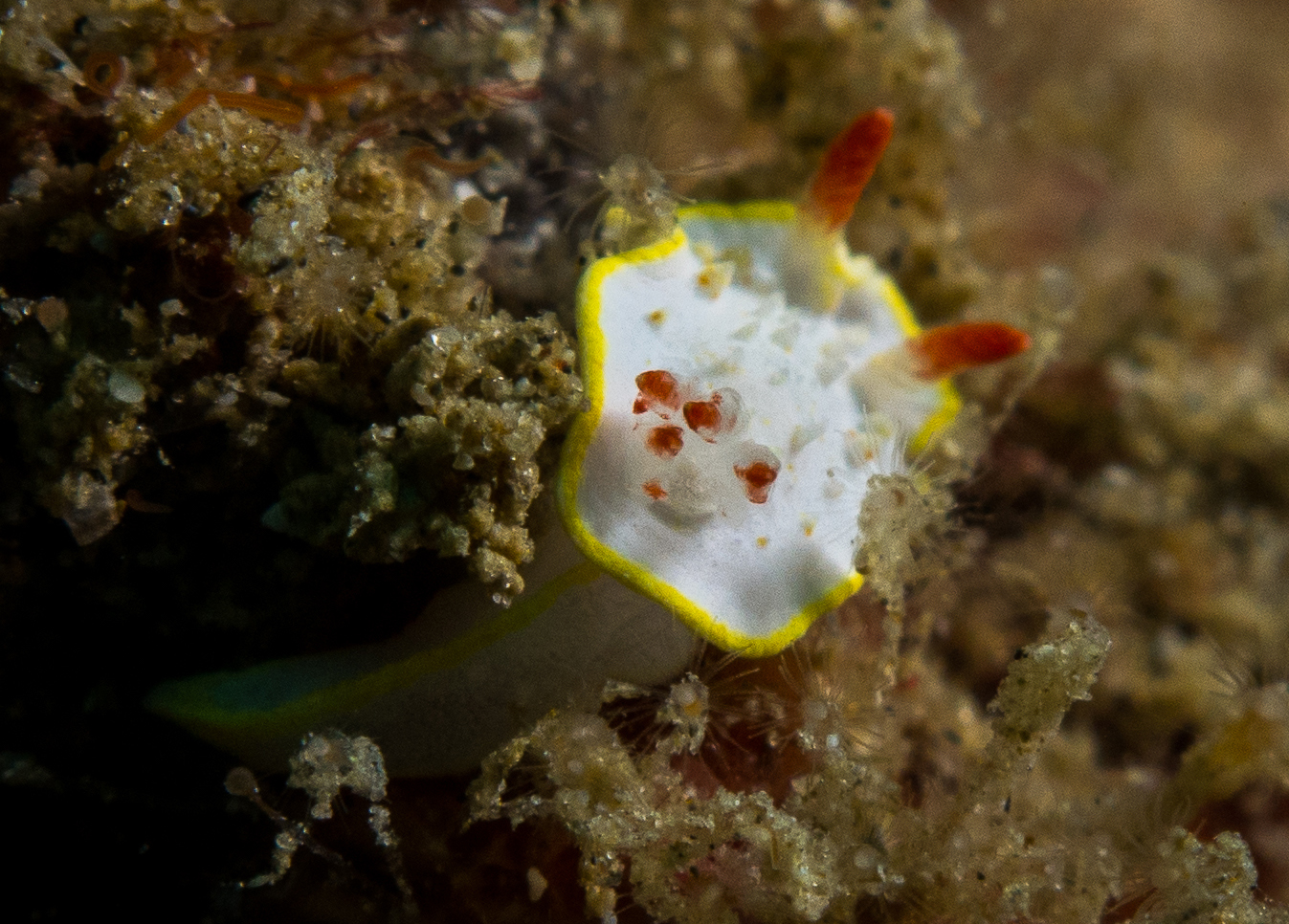
Diaphorodoris olakhalafi